# Sentimientos ajenos
Sentimientos ajenos è una telenovela messicana trasmessa su Canal de las Estrellas dal 19 agosto 1996 al 3 gennaio 1997.

## Personaggi
- Sofía de la Huerta Herrera, interpretata da Yolanda Andrade
- Renato Aramendia, interpretato da Carlos Ponce
- Leonor de la Huerta Herrera, interpretata da Chantal Andere